# Ocucajea
Ocucajea — вимерлий рід китоподібних базилозаврид із середньоеоценових (бартонський етап) родовищ південного Перу. Ocucajea відома з голотипу MUSM 1442, часткового скелета. Він був зібраний у долині Археоцент, від формації Паракас басейну Піско приблизно від 40.4 до 37.2 мільйонів років тому.
Рід був названий на честь міста Окукайе в провінції Іка поблизу типового населеного пункту, а вид — на честь Хосе Луїса Піклінга Золєцці, натураліста, художника та важливого внеску в перуанську палеонтологію.
Ocucajea менша за всі інші дорудонтини. Від Saghacetus і Dorudon відрізняється морфологією черепа